# Андреа Факкін
Андреа Факкін  (італ. Andrea Facchin, 20 вересня 1978) — італійський веслувальник, олімпійський медаліст.

## Виступи на Олімпіадах
| Олімпіада  | Дисципліна                   | Місце    |
| ---------- | ---------------------------- | -------- |
| Афіни 2004 | байдарка, 500 метрів         | 9        |
| Афіни 2004 | байдарка, 1000 метрів        | 8 h2r2/3 |
| Пекін 2008 | байдарка-двійка, 500 метрів  | 9        |
| Пекін 2008 | байдарка-двійка, 1000 метрів | 3        |